# Atletism la Jocurile Olimpice de vară din 2020 - 400 m (feminin)
Proba de 400 de metri feminin de la Jocurile Olimpice de vară din 2020 a avut loc în perioada 3-6 august 2021 pe Stadionul Național al Japoniei.

## Recorduri
Înaintea acestei competiții, recordurile mondiale și olimpice erau următoarele:
| Record  | Atlet                  | Timp  | Loc                    | Data             |
| ------- | ---------------------- | ----- | ---------------------- | ---------------- |
| Mondial | Marita Koch (RDG)      | 47,6  | Canberra, Australia    | 6 octombrie 1985 |
| Olimpic | Marie-José Pérec (FRA) | 48,25 | Atlanta, Statele Unite | 29 iulie 1996    |

## Program
Orele sunt ora Japoniei (UTC+9) 
| Data                    | Oră   | Etapă      |
| ----------------------- | ----- | ---------- |
| Marți, 3 august 2021    | 09:00 | Etapa 1    |
| Miercuri, 4 august 2021 | 18:30 | Semifinale |
| Vineri, 6 august 2021   | 19:50 | Finala     |

## Rezultate

### Calificări
S-au calificat în semifinale primele trei atlete din fiecare serie (C) și următoarele atlete cu cei mai buni 6 timpi (c). 

#### Seria 1
| Loc | Culoar | Atletă               | Țară     | Reacție | Timp  | Note   |
| --- | ------ | -------------------- | -------- | ------- | ----- | ------ |
| 1   | 2      | Shaunae Miller-Uibo  | Bahamas  | 0.132   | 50.50 | C      |
| 2   | 6      | Roxana Gómez         | Cuba     | 0,182   | 50,76 | C, =PB |
| 3   | 7      | Sada Williams        | Barbados | 0,154   | 51,36 | C, SB  |
| 4   | 8      | Aliyah Abrams        | Guyana   | 0,160   | 51,44 | c, SB  |
| 5   | 5      | Kyra Constantine     | Canada   | 0,167   | 51,69 | c      |
| 6   | 3      | Anita Horvat         | Slovenia | 0,185   | 52,34 |        |
| 7   | 4      | Patience Okon George | Nigeria  | 0,187   | 52,41 |        |

#### Seria 2
| Loc | Culoar | Atletă           | Țară                       | Reacție | Timp  | Note      |
| --- | ------ | ---------------- | -------------------------- | ------- | ----- | --------- |
| 1   | 3      | Jodie Williams   | Marea Britanie             | 0,170   | 50,99 | C         |
| 2   | 4      | Quanera Hayes    | Statele Unite ale Americii | 0,175   | 51,07 | C         |
| 3   | 7      | Cátia Azevedo    | Portugalia                 | 0,155   | 51,26 | C         |
| 4   | 5      | Lisanne de Witte | Olanda                     | 0,172   | 51,68 | c, SB     |
| 5   | 6      | Bendere Oboya    | Australia                  | 0,172   | 52,37 |           |
| —   | 2      | Amantle Montsho  | Botswana                   | 0,125   | NT    |           |
| —   | 8      | Meleni Rodney    | Grenada                    | 0,196   | NT    |           |
| —   | 9      | Aliya Boshnak    | Iordania                   | 0,238   | DS    | TR 17.3.1 |

#### Seria 3
| Loc | Culoar | Atletă            | Țară                       | Reacție | Timp           | Note  |
| --- | ------ | ----------------- | -------------------------- | ------- | -------------- | ----- |
| 1   | 4      | Allyson Felix     | Statele Unite ale Americii | 0,168   | 50,84          | C     |
| 2   | 2      | Roneisha McGregor | Jamaica                    | 0,180   | 51,14 (51,138) | C     |
| 3   | 6      | Lada Vondrová     | Cehia                      | 0,182   | 51,14 (51,139) | C, PB |
| 4   | 3      | Ama Pipi          | Marea Britanie             | 0,126   | 51,17          | c     |
| 5   | 7      | Tiffani Marinho   | Brazilia                   | 0,210   | 52,11          |       |
| 6   | 8      | Leni Shida        | Uganda                     | 0,201   | 52,48          |       |
| 7   | 5      | Samantha Dirks    | Belize                     | 0,177   | 54,16          | SB    |
| 8   | 9      | Tetyana Melnyk    | Ucraina                    | 0,179   | 54,99          |       |

#### Seria 4
| Loc | Culoar | Atletă            | Țară           | Reacție | Timp  | Note      |
| --- | ------ | ----------------- | -------------- | ------- | ----- | --------- |
| 1   | 5      | Candice McLeod    | Jamaica        | 0,202   | 51,09 | C         |
| 2   | 6      | Amandine Brossier | Franța         | 0,171   | 51,65 | C         |
| 3   | 7      | Susanne Walli     | Austria        | 0,209   | 52,19 | C         |
| 4   | 3      | Corinna Schwab    | Germania       | 0,155   | 52,29 |           |
| 5   | 9      | Irini Vasiliou    | Grecia         | 0,164   | 53,16 |           |
| 6   | 4      | Galefele Moroko   | Botswana       | 0,202   | 55,89 | SB        |
| —   | 8      | Nicole Yeargin    | Marea Britanie | 0,182   | DS    | TR 17.3.1 |
| —   | 2      | Cynthia Bolingo   | Belgia         | —       | NS    |           |

#### Seria 5
| Loc | Culoar | Atletă                  | Țară     | Reacție | Timp  | Note  |
| --- | ------ | ----------------------- | -------- | ------- | ----- | ----- |
| 1   | 3      | Stephenie Ann McPherson | Jamaica  | 0,138   | 50,89 | C     |
| 2   | 4      | Natalia Kaczmarek       | Polonia  | 0,150   | 51,06 | C     |
| 3   | 5      | Paola Morán             | Mexic    | 0,162   | 51,18 | C, SB |
| 4   | 6      | Phil Healy              | Irlanda  | 0,158   | 51,98 |       |
| 5   | 8      | Hellen Syombua Kalii    | Kenya    | 0,221   | 52,70 |       |
| 6   | 2      | Agnė Šerkšnienė         | Lituania | 0,172   | 52,78 |       |
| 7   | 7      | Natassha McDonald       | Canada   | 0,161   | 53,54 |       |

#### Seria 6
| Loc | Culoar | Atletă                | Țară                       | Reacție | Timp  | Note  |
| --- | ------ | --------------------- | -------------------------- | ------- | ----- | ----- |
| 1   | 2      | Marileidy Paulino     | Republica Dominicană       | 0,184   | 50,06 | C     |
| 2   | 6      | Wadeline Jonathas     | Statele Unite ale Americii | 0,209   | 50,93 | C     |
| 3   | 4      | Lieke Klaver          | Olanda                     | 0,200   | 51,37 | C     |
| 4   | 7      | Aauri Bokesa          | Spania                     | 0,235   | 51,89 | c, SB |
| 5   | 9      | Eleni Artymata        | Cipru                      | 0,224   | 51,91 | c     |
| 6   | 8      | Barbora Malíková      | Cehia                      | 0,195   | 52,83 |       |
| 7   | 3      | Shalysa Wray          | Insulele Cayman            | 0,216   | 53,61 |       |
| 8   | 5      | Christine Botlogetswe | Botswana                   | 0,214   | 53,99 | SB    |

### Semifinale
S-au calificat în finală primele două atlete din fiecare semifinală (C) și următoarele atlete cu cei mai buni 2 timpi (c).

#### Semifinala 1
| Loc | Culoar | Atletă            | Țară                       | Reacție | Timp  | Note  |
| --- | ------ | ----------------- | -------------------------- | ------- | ----- | ----- |
| 1   | 5      | Marileidy Paulino | Republica Dominicană       | 0,172   | 49,38 | C, RN |
| 2   | 7      | Candice McLeod    | Jamaica                    | 0,162   | 49,51 | C, PB |
| 3   | 4      | Roxana Gómez      | Cuba                       | 0,168   | 49,71 | c, PB |
| 4   | 6      | Quanera Hayes     | Statele Unite ale Americii | 0,153   | 49,81 | c     |
| 5   | 3      | Eleni Artymata    | Cipru                      | 0,191   | 50,80 | RN    |
| 6   | 9      | Susanne Walli     | Austria                    | 0,224   | 51,52 | PB    |
| 7   | 2      | Ama Pipi          | Marea Britanie             | 0,140   | 51,59 |       |
| 8   | 8      | Lada Vondrová     | Cehia                      | 0,183   | 51,62 |       |

#### Semifinala 2
| Loc | Culoar | Atletă              | Țară                       | Reacție | Timp  | Note  |
| --- | ------ | ------------------- | -------------------------- | ------- | ----- | ----- |
| 1   | 6      | Shaunae Miller-Uibo | Bahamas                    | 0,155   | 49,60 | C     |
| 2   | 5      | Jodie Williams      | Marea Britanie             | 0,136   | 49,97 | C, PB |
| 3   | 4      | Roneisha McGregor   | Jamaica                    | 0,181   | 50,34 |       |
| 4   | 7      | Wadeline Jonathas   | Statele Unite ale Americii | 0,189   | 50,51 |       |
| 5   | 9      | Paola Morán         | Mexic                      | 0,168   | 51,06 | SB    |
| 6   | 8      | Lieke Klaver        | Olanda                     | 0,208   | 51,37 |       |
| 7   | 2      | Aliyah Abrams       | Guyana                     | 0,137   | 51,46 |       |
| 8   | 3      | Aauri Bokesa        | Spania                     | 0,194   | 51,57 | PB    |

#### Semifinala 3
| Loc | Culoar | Atletă                  | Țară                       | Reacție | Timp  | Note  |
| --- | ------ | ----------------------- | -------------------------- | ------- | ----- | ----- |
| 1   | 5      | Stephenie Ann McPherson | Jamaica                    | 0,134   | 49,34 | C, PB |
| 2   | 6      | Allyson Felix           | Statele Unite ale Americii | 0.179   | 49,89 | C, SB |
| 3   | 8      | Sada Williams           | Barbados                   | 0,167   | 50,11 | RN    |
| 4   | 4      | Natalia Kaczmarek       | Polonia                    | 0,165   | 50,79 |       |
| 5   | 3      | Kyra Constantine        | Canada                     | 0,177   | 51,22 |       |
| 6   | 7      | Amandine Brossier       | Franța                     | 0,170   | 51,30 |       |
| 7   | 9      | Cátia Azevedo           | Portugalia                 | 0,146   | 51,32 |       |
| 8   | 2      | Lisanne de Witte        | Olanda                     | 0,178   | 52,09 |       |

### Finala
| Loc | Culoar | Atletă                  | Țară                       | Reacție | Timp  | Note |
| --- | ------ | ----------------------- | -------------------------- | ------- | ----- | ---- |
| 1   | 7      | Shaunae Miller-Uibo     | Bahamas                    | 0.162   | 48.36 | RC   |
| 2   | 5      | Marileidy Paulino       | Republica Dominicană       | 0,176   | 49,20 | RN   |
| 3   | 9      | Allyson Felix           | Statele Unite ale Americii | 0,158   | 49,46 | SB   |
| 4   | 6      | Stephenie Ann McPherson | Jamaica                    | 0,131   | 49,61 |      |
| 5   | 4      | Candice McLeod          | Jamaica                    | 0,152   | 49,87 |      |
| 6   | 8      | Jodie Williams          | Marea Britanie             | 0,127   | 49,97 | =PB  |
| 7   | 2      | Quanera Hayes           | Statele Unite ale Americii | 0,176   | 50,88 |      |
|     | 3      | Roxana Gómez            | Cuba                       | 0,191   |       | NT   |